# Muhivți, Nemîriv
Muhivți (în ucraineană Мухівці) este localitatea de reședință a comunei Muhivți din raionul Nemîriv, regiunea Vinnița, Ucraina.

## Demografie
Componența lingvistică a localității Muhivți
     Ucraineană (98,33%)
     Rusă (1,54%)
     Alte limbi (0,07%)
Conform recensământului din 2001, majoritatea populației localității Muhivți era vorbitoare de ucraineană (98,33%), existând în minoritate și vorbitori de rusă (1,54%).